# Dalhousie
Dalhousie là một thành phố và là nơi đặt hội đồng đô thị (municipal council) của quận Chamba thuộc bang Himachal Pradesh, Ấn Độ.

## Địa lý
Dalhousie có vị trí 32°32′B 75°59′Đ / 32,53°B 75,98°Đ Nó có độ cao trung bình là 1954 mét (6410 feet).

## Nhân khẩu
Theo điều tra dân số năm 2001 của Ấn Độ, Dalhousie có dân số 7419 người. Phái nam chiếm 56% tổng số dân và phái nữ chiếm 44%. Dalhousie có tỷ lệ 81% biết đọc biết viết, cao hơn tỷ lệ trung bình toàn quốc là 59,5%: tỷ lệ cho phái nam là 85%, và tỷ lệ cho phái nữ là 78%. Tại Dalhousie, 9% dân số nhỏ hơn 6 tuổi.